# Unterseeboot 165 (1942)
Pour les articles homonymes, voir Unterseeboot 165.
Le Unterseeboot 165 (ou U-165) est un sous-marin allemand (U-Boot) de type IX.C utilisé par la Kriegsmarine pendant la Seconde Guerre mondiale.

## Historique
Mis en service le 3 février 1942, l'Unterseeboot 165 reçoit sa formation de base à Stettin en Pologne au sein de la 4. Unterseebootsflottille jusqu'au 31 août 1942, il est affecté à la flottille de combat à Lorient dans la 10. Unterseebootsflottille, qu'il n'atteindra jamais.
Il quitte le port de Kiel pour sa première patrouille le 18 juillet 1942 sous les ordres du korvettenkapitän pour rejoindre la base sous-marine de Lorient.
Il prend part de manière très active à la bataille du Saint-Laurent dans les eaux canadiennes.
Après 52 jours en mer et deux navires marchands coulés d'un total de 8 396 tonneaux, d'un navire de guerre auxiliaire coulé de 358 tonnes, et de trois navires marchands endommagés d'un total de 14 499 tonneaux, ainsi que d'un navire de guerre auxiliaire endommagé de 7 252 tonneaux, l'U-165 est coulé à son tour le 27 septembre 1942 dans le golfe de Gascogne à l'ouest de Lorient à la position géographique de 47° 00′ N, 5° 30′ O par des charges de profondeur lancées par un avion tchèque Vickers Wellington de l'escadron Q/311 RAF (Czech) après que ce dernier le repère de nuit grâce à un projecteur. 
Les 51 membres de l'équipage meurent dans cette attaque.

## Affectations successives
- 4. Unterseebootsflottille du 3 février 1942 au 31 août 1942 (entrainement)
- 10. Unterseebootsflottille du 1er septembre 1942 au 27 septembre 1942 (service actif)

## Commandement
- Korvettenkapitän, puis Fregattenkapitän Eberhard Hoffmann du 3 février au 27 septembre 1942

## Patrouilles
|       | Commandant                | Départ      | Départ | Arrivée           | Arrivée | Jours    | Succès   |
| ----- | ------------------------- | ----------- | ------ | ----------------- | ------- | -------- | -------- |
| 1     | KrvKpt. Eberhard Hoffmann | 7 août 1942 | Kiel   | 27 septembre 1942 | Coulé   | 52 jours | 30 505   |
| Total | Total                     | Total       | Total  | Total             | Total   | 52 jours | 30 505 t |

Note : KrvKpt. = Korvettenkapitän

## Navires coulés
L'Unterseeboot 165 a coulé deux navires marchands d'un total de 8 396 tonneaux, un navire de guerre auxiliaire de 358 tonnes, et a endommagé trois navires marchands d'un total de 14 499 tonneaux, ainsi qu'un navire de guerre auxiliaire de 7 252 tonneaux pendant l'unique patrouille (52 jours en mer) qu'il effectua.
| Date              | Nom               | Nationalité | Tonnage (GRT) | Fait      |
| ----------------- | ----------------- | ----------- | ------------- | --------- |
| 28 août 1942      | USS Laramie       | USA         | 7 252         | Endommagé |
| 28 août 1942      | Arlyn             | USA         | 3 304         | Endommagé |
| 6 septembre 1942  | Aeas              | Grèce       | 4 729         | Coulé     |
| 7 septembre 1942  | HMCS Raccoon (en) | Canada      | 358           | Coulé     |
| 16 septembre 1942 | Essex Lance       | Royaume-Uni | 6 625         | Endommagé |
| 16 septembre 1942 | Joanis            | Grèce       | 3 667         | Coulé     |
| 16 septembre 1942 | Pan York          | USA         | 4 750         | Endommagé |